# Dorfkirche Altmädewitz

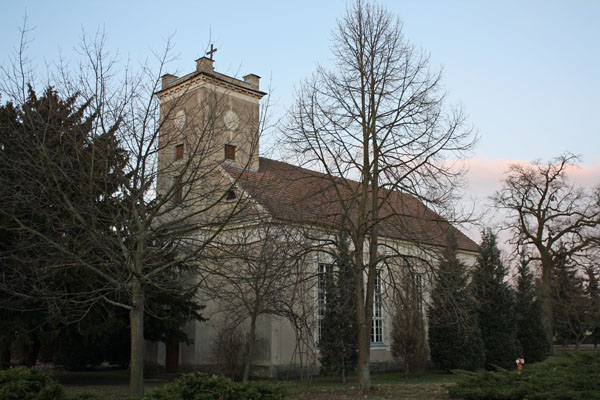
Dorfkirche Altmädewitz

Die evangelische Dorfkirche Altmädewitz ist ein denkmalgeschütztes Kirchengebäude in Altmädewitz im Ortsteil Mädewitz der Gemeinde Oderaue im Landkreis Märkisch-Oderland des Landes Brandenburg. Die evangelische Kirchengemeinde Wriezen–Oderland gehört zum Sprengel Görlitz im Kirchenkreis Oderland-Spree der Evangelischen Kirche Berlin-Brandenburg-schlesische Oberlausitz.

## Lage
Die Kirche befindet sich auf dem ovalen Dorfplatz und ist bis auf eine alte Eiche von jüngerer, niedriger Bepflanzung umgeben.

## Geschichte
Altmädewitz ist seit frühester Zeit Tochterkirche von Wriezen, und die Gläubigen hatten die Kirche in Wriezen bzw. nach der Oderverwallung die Kirche in Altreetz besucht. Als Folge der Trockenlegung des Oderbruches gelangten die Fischerfamilien durch neue Erwerbsform um das Jahr 1800 allmählich zu Wohlstand. Damit kam bei den Altmädewitzern der Wunsch auf, im Dorf ein eigenes Gotteshaus zu besitzen, und sie beabsichtigten einen Neubau erstmals im Jahr 1822, da das Schulhaus in Altmädewitz sich nicht als Ersatz für eine Kirche eignete. Im Jahr 1828 wurde ein Bauauftrag an den Wriezener Bauinspektor Karl August Schwieger gestellt, jedoch blieb die staatliche Unterstützung aus, und der Bau wurde um acht Jahre verschoben.
Aufgrund weiter mangelnder Unterstützung für das Kirchenbauwerk entschlossen sich die Dorfbewohner, den Bau aus eigenen Mitteln zu finanzieren. Es standen zwei Entwürfe von Zimmerermeister Friedrich aus Wriezen zur Auswahl, eine Bauversion in Fachwerk- und eine in massiver Bauweise. Die Gemeinde wählte den teureren Massivbau aus. Für die Tischlerarbeiten wurde Meister J. F. Graßhof aus Wriezen engagiert, und die Dorfkirche wurde nach wenigen Monaten Bauzeit am 19. November 1837 eingeweiht. Nach erheblichen Schäden durch den Zweiten Weltkrieg wurden die Kirchenfenster und der Außenputz erneuert. Im Jahr 1987 wurde der Westturm renoviert und eine Neueindeckung des Kirchendachs durchgeführt.

## Baubeschreibung

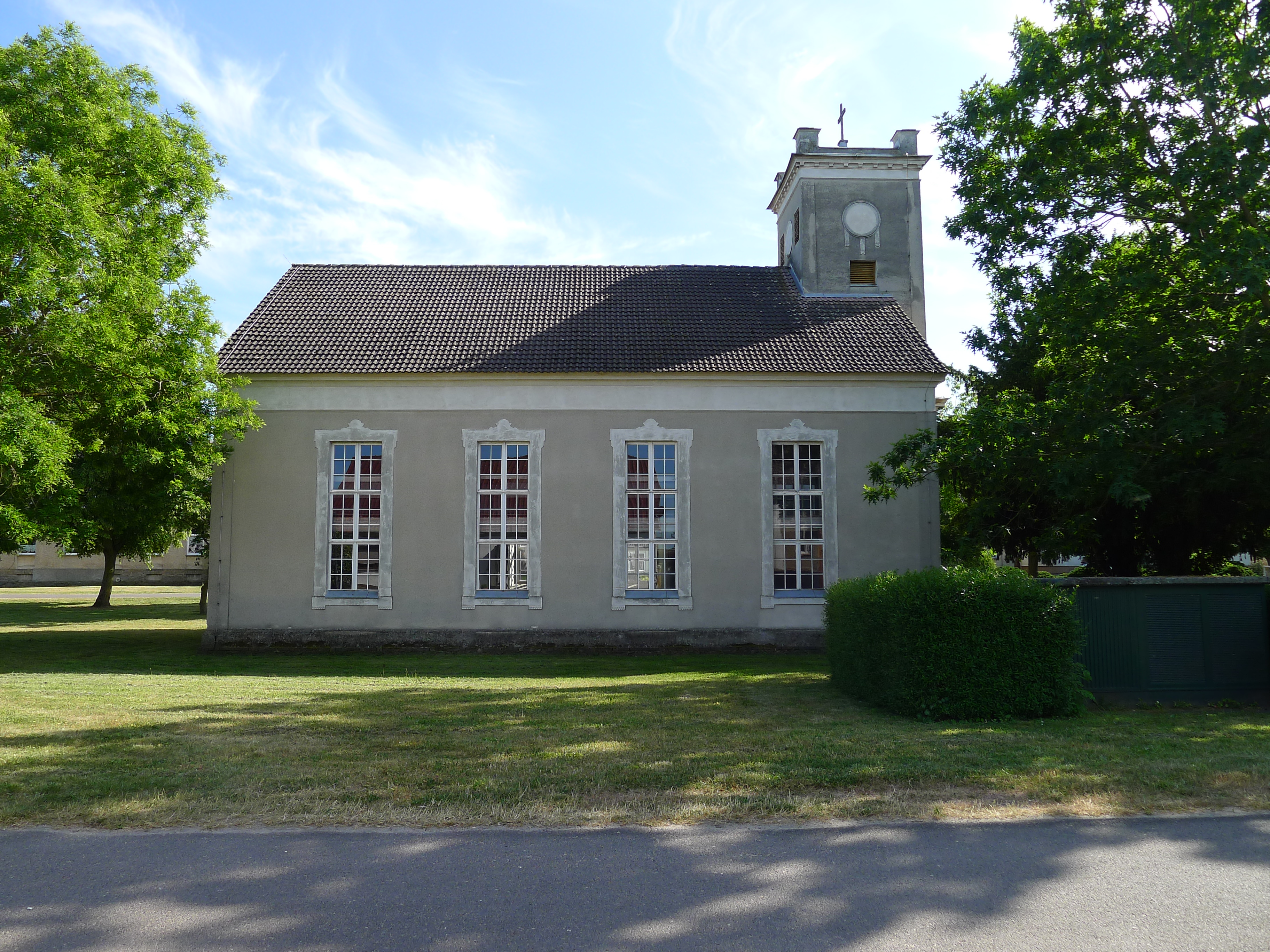
Nordansicht

Der knapp 18 m lange und gut 11 m breite, rechteckige verputzte Saalbau mit einem ziegelgedeckten Satteldach wurde aus Backsteinmauerwerk über einem Feldsteinfundament erbaut. Die vier hohen Fenster mit reichem Sprossennetz an den beiden Längsseiten vom Kirchenschiff werden durch Putzrahmungen sowie durch ein Stuckgesims gegliedert. Der quadratische dreigeschossige Westturm ist zum größten Teil in das Schiff einbezogen und wird von einem Pyramidendach abgeschlossen. Der Eingang zur Kirche ist im vorspringenden Turmteil mit kräftigem Gebälk und einem Fries über der Tür ausgeführt worden.
Der Innenraum besitzt eine profane Einrichtung mit einer bauzeitlichen Farbfassung in weißen und hellen blau-grünlichen Tönen mit goldenen Farbakzenten. Ein Akanthusfries und eine Voute rahmen die Flachdecke ein, und die umlaufende Hufeisenempore ist zwischen hölzernen Stützpfeilern mit Kannelierung eingespannt. An der ersten Stütze der südlichen Empore ist eine Hochwassermarke für den Wasserstand vom 16. März 1838 aufgemalt worden.

### Orgel
Die gegenüber der Altarrückwand errichtete Orgel aus dem Jahr 1845 von Orgelbauer Wilhelm Lang in Berlin ist mit vergoldeten Palmetten und Rankenwerk geschmückt.

### Ausstattung
- Kanzelaltar aus dem Jahr 1837 in Holz gefasst mit mittig vorkragender, halbrunder Kanzel und geschwungenem Kanzelboden mit Pinienzapfen-Abschluss. Der halbrunde Schalldeckel ist mit Palmetten-Fries und in der Brüstung mit folgender Inschrift ausgeführt: Seelig sind, die Gottes Wort hören und bewahren.
- Freistehender einfacher Holzaltar mit seitlicher Brüstung.
- Taufe aus dem Jahr 1837 in Holz gefasst und achtseitig mit geschwungenem Deckel.
- Empore aus dem Jahr 1837 in Holz ausgeführt mit beidseitigem Verlauf bis zur Ostwand und der Inschrift im westlichen Mittelfeld: Christus der Weg, die Wahrheit und das Leben.
- Zwei Glocken von 1920 aus Gussstahl mit der Inschrift: Im Weltkrieg verschwand ich zu Deutschlands Wehr – aufs neue erstand ich zu Gottes Ehr. Im Jahre 1920 Dorfgemeinde Altmedewitz.
- Eine Gedenktafel aus dem 19. Jahrhundert auf der Orgelempore zum 50-jährigen Dienstjubiläum des Lehrers J. M. Jüterbock
- Zwei Kriegergedenktafeln aus den Jahren 1870 und 1918 in Marmor ausgeführt.
- Kranz (Totenkrone) nach 1850 unter einer Glasglocke an der Seite des Kanzelaltares angebracht.
- Drei bauzeitliche Messing-Leuchterkronen aus dem Jahr 1837.

## Bedeutung
Bemerkenswert ist die schlichte klassizistische Innenausstattung, die in seltener Vollständigkeit erhalten blieb. Durch ihre Stellung im Dorfkern ist die Kirche von ortsbildprägender Wirkung.